# Brianza
La Brianza (Briànsa in dialetto brianzolo) è un'area geografica collinosa della Lombardia, a nord di Milano e a sud del lago di Como; come confini generali dell'area si possono indicare il Canale Villoresi a sud, l'Adda a est, la linea pedemontana che unisce Como a Lecco (escluse le due città) a nord, e il fiume Seveso a ovest.
La Brianza non corrisponde a un ente territoriale; infatti, i suoi comuni afferiscono alle province di Como, Lecco, Monza e Brianza e, in piccola parte, alla città metropolitana di Milano.
Nonostante la mancanza di un'istituzione territoriale, il senso d'appartenenza a quest'area è decisamente spiccato tra i suoi abitanti: le diverse zone della Brianza presentano, del resto, numerosi tratti che le accomunano tra loro e le differenziano dal resto della Lombardia, di natura geografica, demografica, economica, sociale, culturale e linguistica.

## Geografia

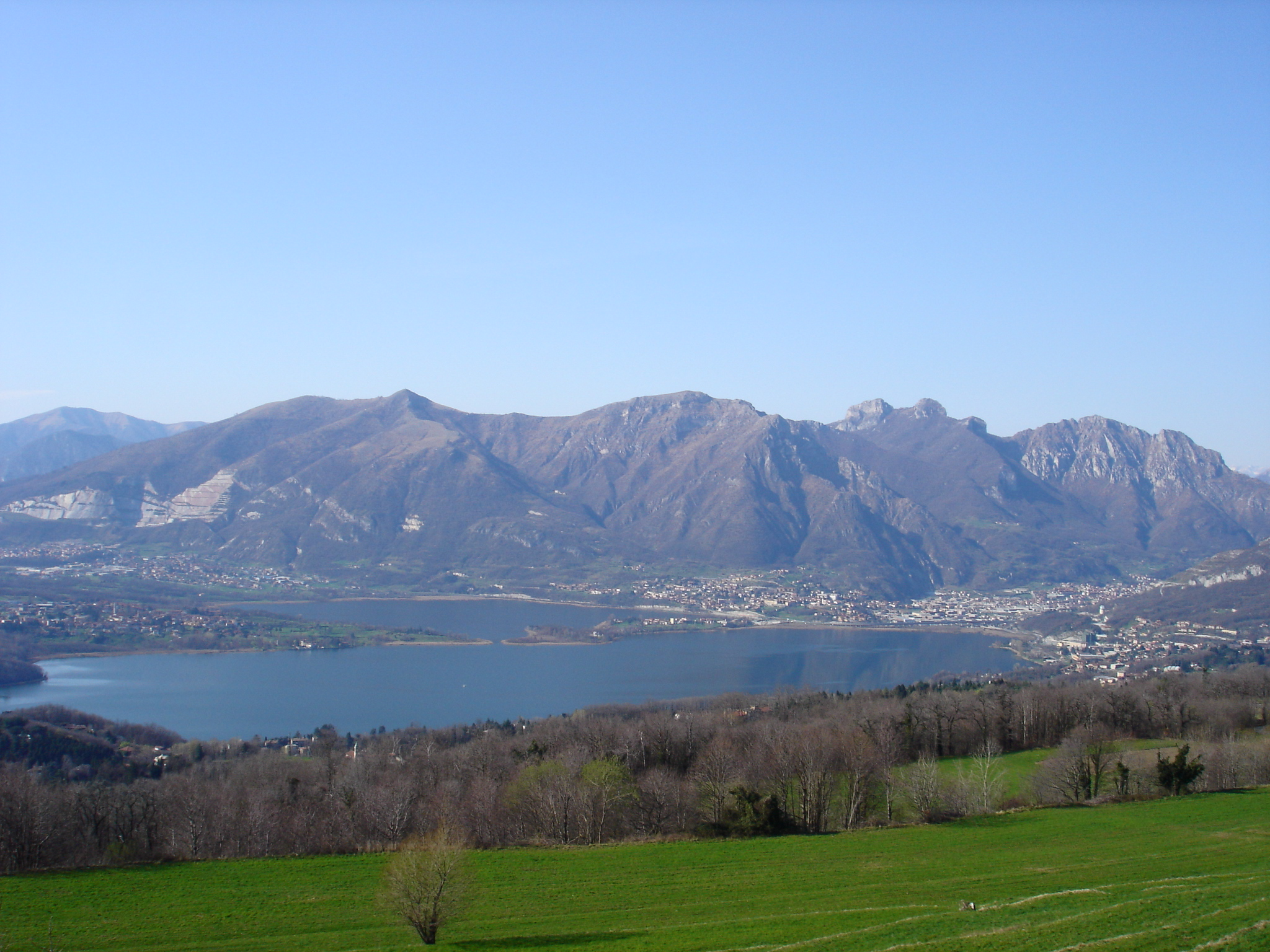
I tre elementi paesaggistici tipici della Brianza: montagne, laghi, pianura ripresi da Galbiate.

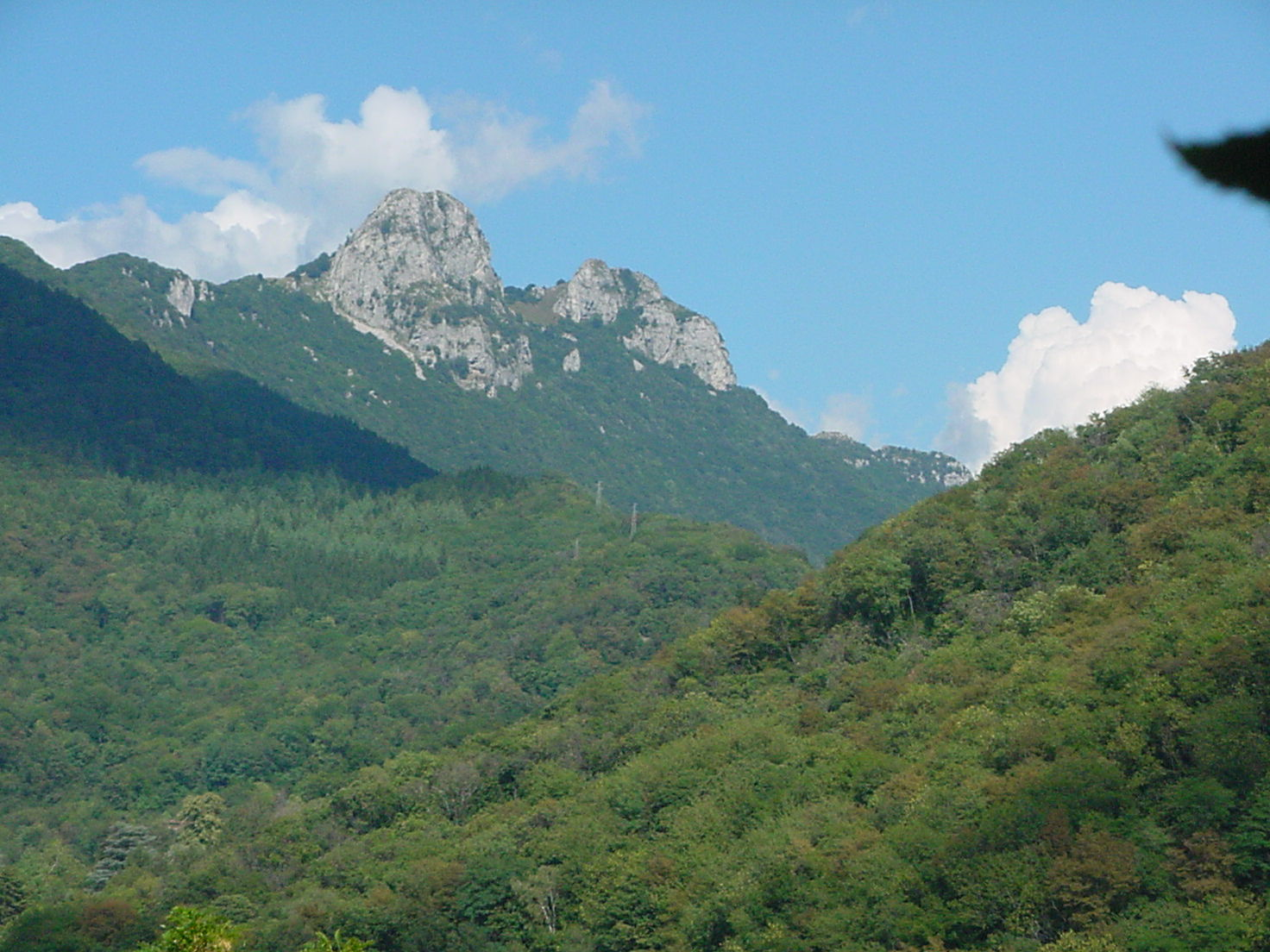
I Corni di Canzo.

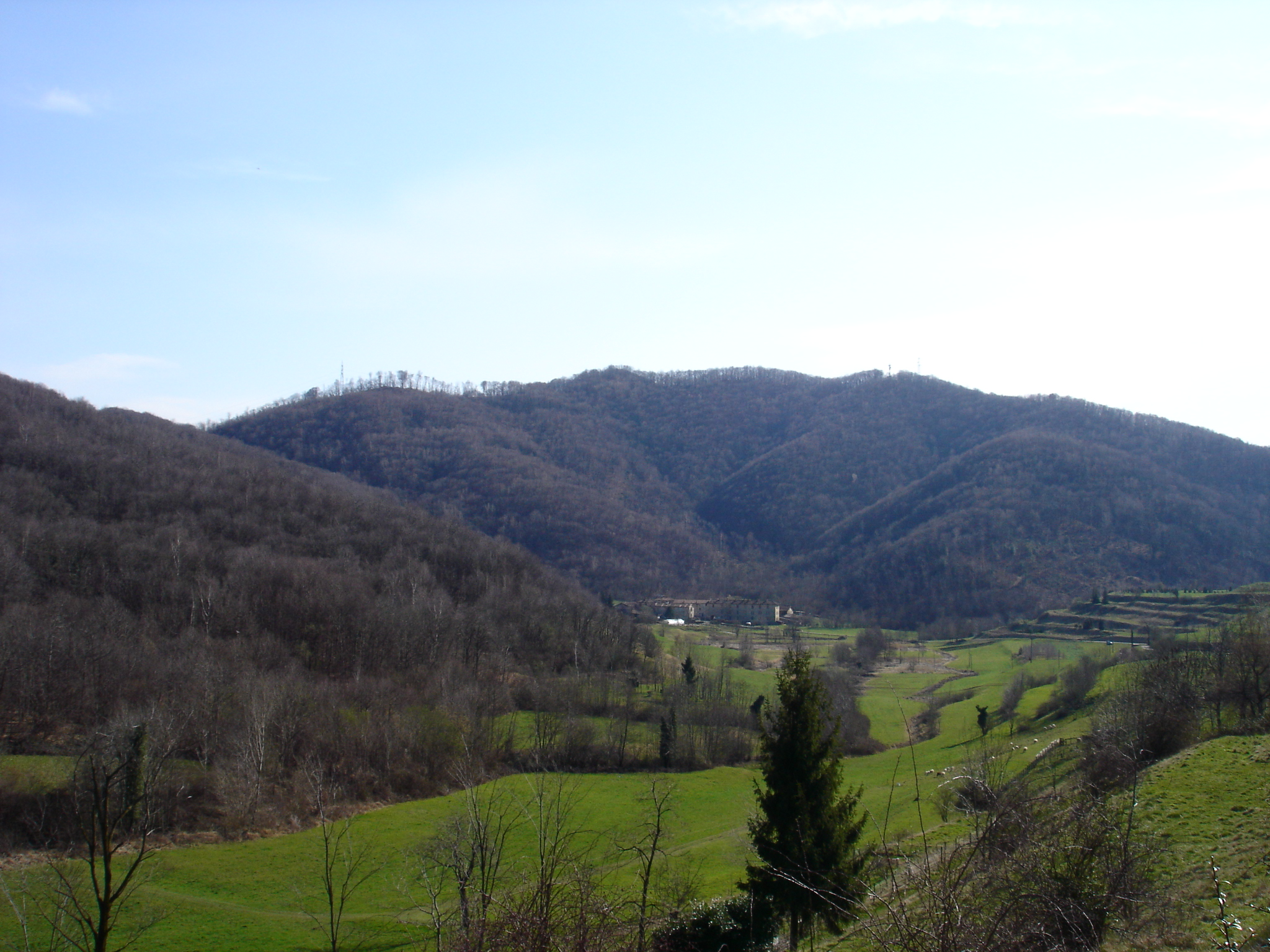
Il Monte Regina - Galbiate.

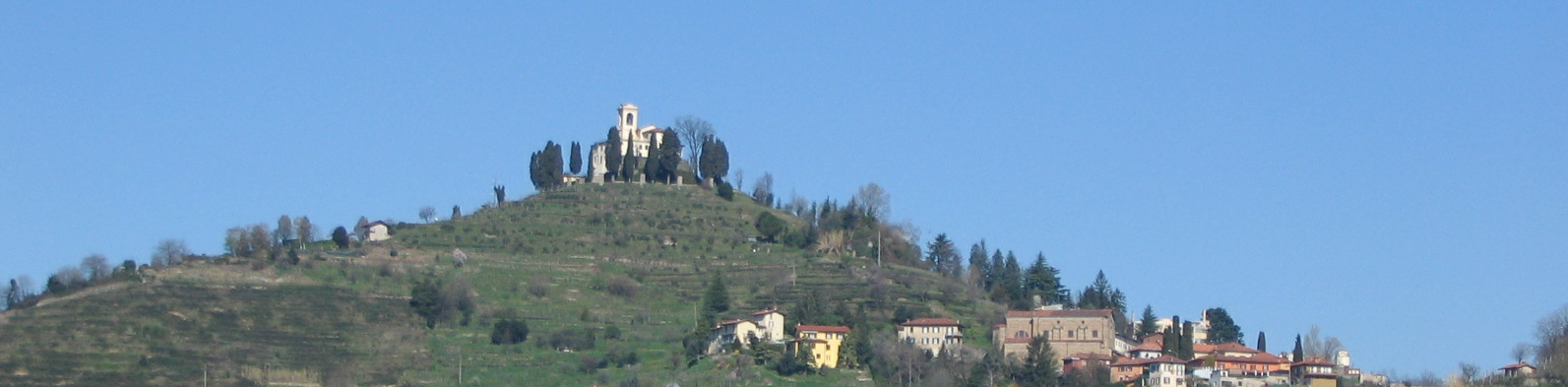
Il colle di Montevecchia e il suo noto santuario.

Si possono individuare, all'interno della Brianza, due sottoaree dal punto di vista degli aspetti geologici: una pianeggiante a sud e a ovest e un'altra collinare a nord e a est.
La sottoarea pianeggiante, a sud della sottoarea collinare, è la propaggine settentrionale della Pianura padana, occupa il settore più propriamente detto della bassa Brianza, la parte maggiore della Brianza comasca e parte del Meratese. Questa porzione pianeggiante è ascrivibile al territorio dell'Alta pianura, caratterizzato da un suolo permeabile composto da sabbie e ghiaie, in contrapposizione al suolo argilloso e impermeabile della Bassa pianura. Nella sottoarea dell'Alta pianura, vista l'incapacità del suolo di trattenere l'acqua, essa penetra per varie decine di metri finché non incontra uno strato impermeabile. Sulle rocce impermeabili l'acqua scorre fino al punto in cui ha la possibilità di riaffiorare dalla falda freatica, dando origine alle risorgive, vale a dire nella bassa pianura ancora più a sud. La porzione pianeggiante brianzola, da sud a nord, sale molto gradualmente, con un dislivello altimetrico che va approssimativamente dai 160 metri dell'inizio della bassa Brianza ai 370 di Cantù, per una media di +10,5 metri s.l.m. al chilometro. Data la posizione molto settentrionale della pianura briantea, nelle giornate limpide qui si percepisce intensamente che le Alpi formano un “arco” attorno alla Pianura padana. Infatti, oltre che dal Gruppo delle Grigne, dal Resegone e dalle Prealpi Bergamasche il paesaggio è dominato dall'imponente mole del Monte Rosa, che compare esattamente a ovest, e non a nordovest come ci si aspetterebbe. La porzione collinare brianzola si estende per lo più in Provincia di Lecco e nel settore sudorientale di quella di Como.

### Orografia
I rilievi briantei sono i primi che il viaggiatore proveniente da Milano e dalla Pianura padana scorge salendo verso la Svizzera, il Lario o la Valtellina. Essi si aggirano mediamente sui 500 – 600 metri, ma in alcuni casi raggiungono altitudini montane: il Monte Barro, 950 m; il monte Cornizzolo, 1241 m; il monte Bollettone, 1317 m; i Corni di Canzo, 1371 m e il monte Palanzone, 1436 m (la cui cima viene sorpassata dal Monte San Primo).
Dall'area collinare principale, quella delle Prealpi del Triangolo Lariano, risulta staccato il circondario del Colle di Brianza, posto più a sud. A dividere le due zone è la Piana di Erba. Questa seconda area è caratterizzata da rilievi più dolci e meno elevati, che culminano con il Monte Crocione, alto 877 metri, anche se probabilmente il colle più famoso è il San Genesio (832 m), dove si trovano le sorgenti del torrente Molgora. Altro rilievo significativo è il Monte Regina (817 m). Le colline brianzole più meridionali sono quelle del Parco regionale di Montevecchia e della Valle del Curone con le tre famose quanto misteriose Piramidi di Montevecchia. Il quadro orografico del Parco del Curone (dove si era ipotizzata la presenza di petrolio) fa sì che esso sia sempre stato ricco di fontanili da cui fontane e lavatoi spesso legati a reperti etrusco-liguri, celtici, romani.
Da notare le terrazze, terrazzamenti o ronchi, ove anticamente i contadini avevano coltivazioni. Un fontanile significativo è il fontanile Squallera, antico, da cui sgorga acqua in tutte le stagioni e pare che non geli mai, perché proviene da una profondità tale per cui mantiene sempre una temperatura sopra lo zero. Da ricordare anche il fontanile san Carlo, dove, secondo una leggenda, l'acqua cominciò a sgorgare da sotto la zampa di un cavallo che accompagnava Carlo Borromeo in visita alla pieve: San Carlo aveva sete e bastò il calpestio di uno zoccolo a far sgorgare l'acqua. Tutta la zona è molto ricca di acque che anticamente venivano incanalate in rogge che portavano acqua a notevole distanza: serviva per irrigare ma anche per lavare. Ancora da ricordare: il fontanile sito in località Mirasole; la fontana in pietra adiacente al lavatoio della Cascina Valfredda; il lavatoio della Verteggera con ponte della Verteggera sito poco a Valle dell'omonima Cascina che sembra derivare il proprio nome dal latino versus agger. L'origine, la funzione e l'epoca di costruzione della struttura sono incerte. Certi o molti fontanili erano di proprietà dei nobili ma durante i giorni festivi talora era concesso anche ai contadini di usare l'acqua per i campi. Antiche carte parlano di lotte e controversie legate all'uso e sfruttamento di queste fonti molto importanti per l'economia del luogo. Da menzionare l'antica cascina Trecate, da non confondersi con il comune di Trecate (Novara), con il relativo pozzo di trivellazione. La cascina Trecate è nota anche per il "sentiero dei Morti"': quando una persona del Trecate moriva, veniva portata in spalla da uomini robusti al cimitero di Maresso. La strada lunga e stretta, e talora con salite e discese ripide, era difficoltosa soprattutto d'inverno specie con la neve o all'opposto quando faceva molto caldo. Inoltre vi è una parte di colline calcaree, nella zona Curone-Montevecchia-Valle Santa Croce e Colle Brianza, che è causa di "sorgenti petrificanti" (costituenti poi ruscelli, con presenza costante di acqua corrente, in cui avvengono fenomeni di travertinizzazione, cioè di formazione di travertini). Le colline brianzole del Parco regionale di Montevecchia e della Valle del Curone raggiungono i 500 metri di altezza. Esse sono facilmente riconoscibili, quando il cielo è libero dalla foschia, dalle guglie del Duomo di Milano. I colli di Montevecchia sono le prime propaggini di un antichissimo anfiteatro morenico, ovvero la lingua più meridionale di un enorme ghiacciaio risalente all'epoca delle glaciazioni.

### Idrografia
La Brianza è posta nel pieno centro della Regione dei Laghi italiana. Effettivamente, i numerosi specchi d'acqua e piccoli laghi, di cui è costellata, sono un elemento costituente e insostituibile del suo paesaggio, così vicino al Lario, uno dei grandi laghi.

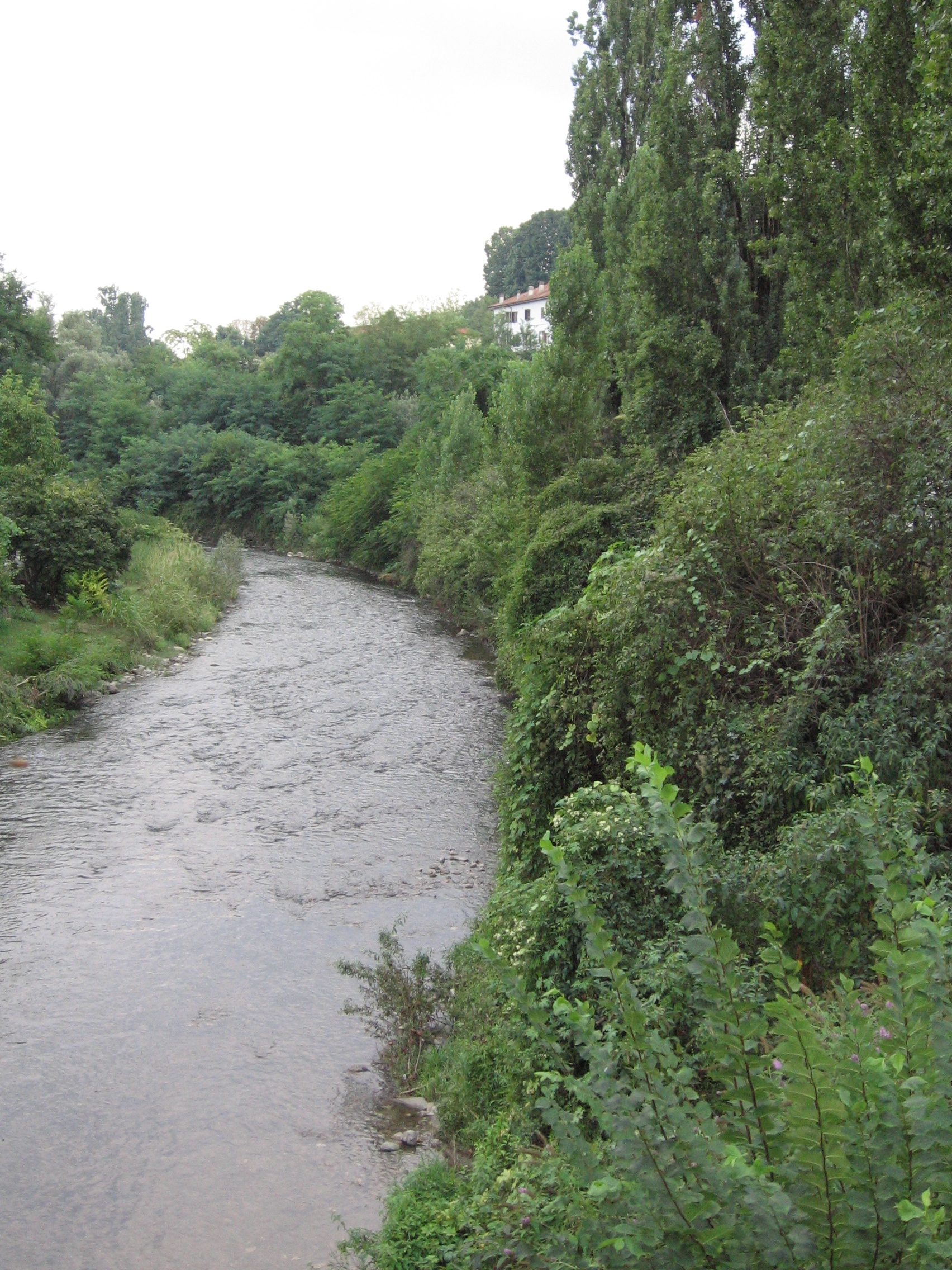
Il fiume Lambro a Triuggio.

 La regione briantea è solo marginalmente interessata dal lago di Como, che costituisce semmai il suo confine con il Comasco e il Lecchese. Al sistema lacustre lariano appartiene comunque la maggior parte degli specchi d'acqua interamente compresi nel territorio brianzolo. Il più importante è sicuramente il lago di Annone, ventunesimo lago italiano per estensione (5,71 km²) che raggiunge la profondità massima di appena 11 metri. Le dimensioni ridotte e la scarsa profondità possono dar luogo a ghiacciate di parte della superficie durante i mesi invernali. Il lago ha la forma somigliante a un cuore, determinata dalla penisola di Isella – tagliata da uno strettissimo canale – che lo divide in due parti. Lago altrettanto famoso è il Lago di Pusiano, che deve la sua celebrità alle descrizioni del Parini, nativo di quelle zone. La sua superficie è di poco inferiore ai 5 km² – che lo rendono il 23° specchio d'acqua italiano per estensione – mentre la profondità massima raggiunta ammonta a 24 metri. Altri laghi, in ordine di superficie, sono quello di Garlate (4,6 km²), che segna il confine tra la Brianza, la Val San Martino e il distretto di Lecco; il Lago di Alserio (1,2 km²) in provincia di Como; il Lago di Olginate (0,77 km²) che si apre lungo il corso dell'Adda in provincia di Lecco; il Lago del Segrino (0,35 km²) famoso per le sue acque verde-smeraldo e per le opere di numerosi scrittori e pittori internazionali a esso dedicate, e il Lago di Sartirana (0,1 km²) ameno specchio d'acqua del Meratese dopo di cui vi è il Parco Rio Vallone (con il Rio, da cui prende il nome, che scorre da nord a sud).

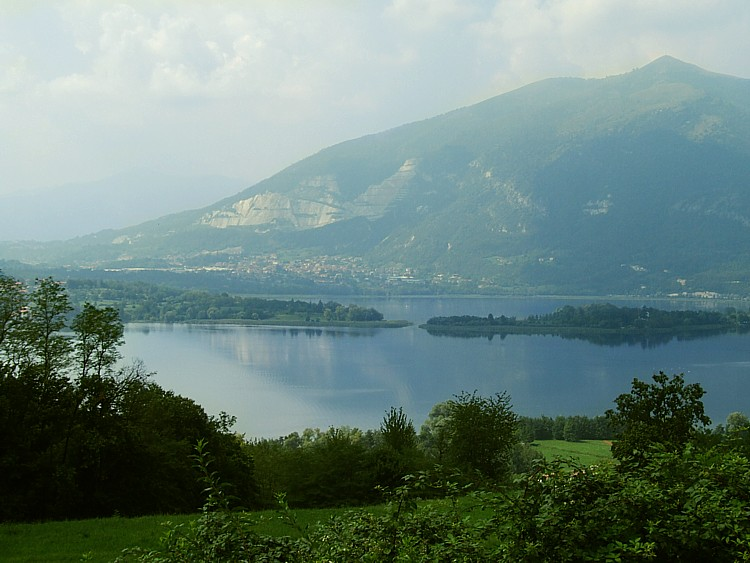
Il Lago di Annone diviso in due settori dalla penisola di Isella.

Da menzionare il lago proglaciale del Cariggi.
Tra Naresso di Besana in Brianza, Renate, Veduggio con Colzano e Capriano, esisteva, migliaia di anni fa, un lago glaciale. Il lago si estendeva su un'area di 5 chilometri quadrati ed è stato luogo di insediamenti umani fin dall'età del Bronzo. La zona in cui si estendeva il lago, visibile ancora in periodo medioevale, viene ora chiamata “lago Cariggi”, o torbiera Cariggi e anche solo Cariggi. Infatti, anche se ormai la piana è prosciugata, conserva ancora la caratteristica flora dei luoghi umidi, tra cui la carex, tipico genere di pianta da torbiera: dal suo nome dialettale carìsc deriva il nome italianizzato di “Cariggi”. Con le foglie del carex si ricava la paglia per impagliare le sedie. Resta anche un antico lavatoio, a riprova che il sito è estremamente ricco di acque sotterranee, detto “albergher di ginocch” ancora attivo, dove si racconta che i contadini deponessero, ponendosi in ginocchio, le angurie per renderle fresche e potersi poi dissetare e rinfrescare. L'acqua che sgorga è sempre fresca.
Per quanto riguarda torrenti e fiumi, il fiume maggiore è decisamente l'Adda, di cui sia in passato che oggi (se pur in minor misura) sono sfruttate le correnti per la produzione di energia elettrica. L'Adda, quarto fiume italiano con 313 km di lunghezza, bagna la Brianza Orientale per circa 30 km da Olginate a Cornate d'Adda segnando da Brivio in giù il confine con la Bergamasca. Un celebre passaggio de "I promessi sposi" narra la vicenda di Renzo che, ricercato, deve fuggire all'estero: per farlo decide di attraversare il fiume Adda, che a quel tempo costituiva il confine tra il Ducato di Milano e la Serenissima Repubblica di Venezia. In territorio brianzolo esistono tre ponti che mettono in collegamento le due sponde: quello di Olginate – Garlate, quello di Brivio – Cisano Bergamasco e quello di Paderno d'Adda, che è una straordinaria opera di ingegneria. A Imbersago, nel Meratese, è invece attivo un piccolo traghetto costruito su un progetto di Leonardo da Vinci, che permette il passaggio sia di pedoni che di auto, moto e bici. In Brianza l'Adda scorre impetuoso ed è incassato in una valle profonda, coperta da una vegetazione lussureggiante. Il corso del fiume, sia per la particolare irruenza delle sue correnti sia per convogliare le acque nelle centrali idroelettriche, è incanalato in un complesso sistema di chiuse. L'altro fiume importante è il Lambro, (di cui è famoso 'Il Ceppo', una formazione rocciosa), che scendendo dalla Valassina incontra Canzo e Ponte Lambro. La valle del Lambro è nella Brianza centrale. Dopo aver dato vita al Lago di Pusiano scorre in terra briantea per alcune decine di chilometri, fino ad arrivare al territorio del Monzese con Monza. In Brianza l'affluente più importante del Lambro è il Rio Pegorino che nasce a Casatenovo ed è compreso nella fascia boschiva lungo la valle da cui prende il nome (valle del Rio Pegorino) e principalmente presso i Comuni di Lesmo e Triuggio. Alcuni abitati delle frazioni come Gerno, o ex luoghi-cascine ora non più ricordati, come Pegorino primo, Pegorino secondo o Pegurinasc, oppure frazioni come Canonica Lambro, sono adiacenti al sito e arrivano a toccarne i confini. Lungo il percorso si trova anche la fonte della Madonna del soldato, che pare sia sorta miracolosamente per assetare un soldato che invocava la Madonna.
È la Madonna del soldato o della fonte (ma viene chiamata anche in altri modi), e che si trova proprio quasi nel letto del Rio Pegorino, in prossimità di una delle fonti del torrente stesso. La leggenda per l'appunto narra che una legione romana dell'epoca post-Costantino si era persa nei boschi e che la fonte iniziò a sgorgare per dissetare i soldati (o un soldato della legione). Secondo una delle altre versioni il fatto sarebbe più tardivo e per ricordarlo era stata edificata una costruzione votiva romanica; qualcuno poi fa risalire l'evento al 1400. L'attuale edicola dell'antico luogo di culto popolare è risalente al 1876 ed ebbe fino al 1950 momenti di abbandono e poi di rifacimenti ed è in ogni caso una sede suggestiva di devozione, che ha riguardato anche e soprattutto i soldati delle due ultime guerre. Comunque, il Lambro dopo aver attraversato il territorio brianzolo e quello monzese, si addentra nell'area urbana di Milano. Rilevanti sono anche il fiume Seveso e il torrente Molgora. Il Seveso (al di là del quale vi sono il torrente Guisa, che con il Nirone dà origine al Merlata, e il torrente Lura) nasce a Cavallasca; da Casnate con Bernate a Varedo scorre per circa 40 km in Brianza. Il torrente Molgora dà nome al Parco Molgora che confina a est con il Parco del Rio Vallone. Il torrente Molgora è in Brianza da Colle Brianza, dove si trovano le sue sorgenti, fino a Caponago, passando per la città di Vimercate. La valle del Seveso è al confine della Brianza occidentale e la valle del Molgora nei confini della Brianza orientale.
Vi è un dedalo di rogge, roggette e torrenti che drenano le acque della Brianza. Di importanza sono due rami del Rio Molgorana che scorrono all'interno del parco dei Colli Briantei: un parco locale di interesse sovracomunale che si estende tra il Parco della Valle del Lambro e quello del Molgora e comprende i primi rilievi collinari (pianalti) della Brianza orientale, con, fra gli altri, i Comuni (e relative Cascine) di Camparada, Usmate Velate fino a confinare con Bernareggio. I due rami del Rio Molgorana scorrono all'interno di detto parco sui lati est e ovest, caratterizzando tutto il territorio con valli trasversali ai pianalti (Valfredda, Valfazzola). Completano le zone umide il Laghettone e il Laghettino, laghi situati nei boschi di Bernate di Arcore.

### Clima

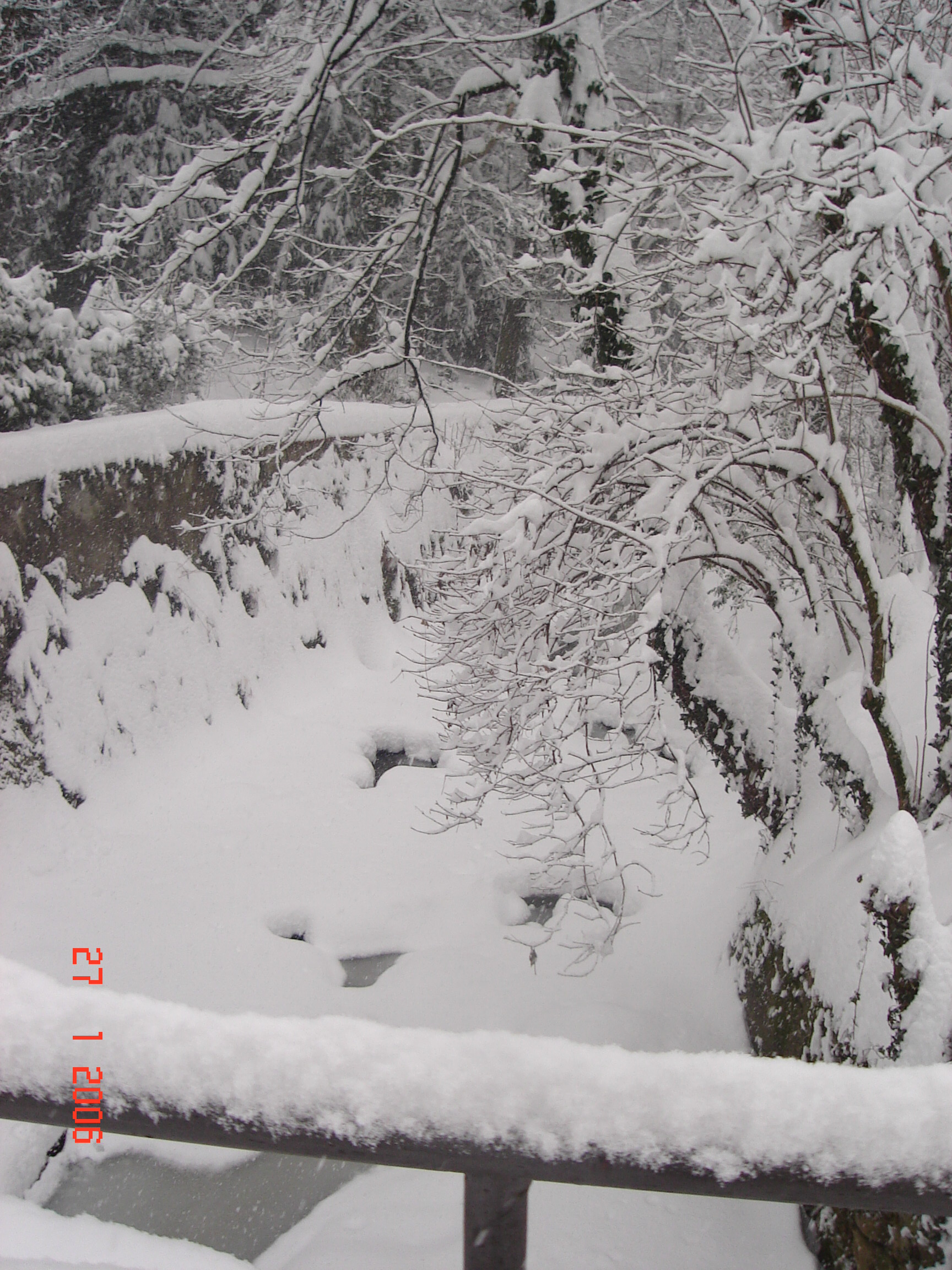
La forte nevicata del 26 e 27 gennaio 2006 sul torrente Molgora a Osnago.

Il clima brianzolo varia da zona a zona: la pianura della bassa Brianza, e soprattutto le cinture urbane, Desio-Lissone-Seregno e Seveso-Meda risentono di un effetto di cappa di calore simile a quella del capoluogo lombardo, dovuto alle emissioni inquinanti e all'elevatissima densità abitativa. In collina o in aree meno densamente popolate si possono registrare anche cinque gradi in meno nello stesso momento. In via generale, si può classificare il clima della regione come un clima temperato continentale. Gli inverni sono abbastanza piovosi e rigidi (in pianura sono ricorrenti le ghiacciate notturne e il termometro può scendere fino a −10 °C / −12 °C), le mezze stagioni umide, brevi e miti e le estati afose e temporalesche (con temperature massime che possono variare dai +30 °C della collina ai +35 °C / +37 °C della pianura, e punte eccezionali di +38 °C / +40 °C in città). L'effetto mitigatore dei laghi si fa sentire poco, viste le loro dimensioni ridotte.

### Confini e territorio iniziali

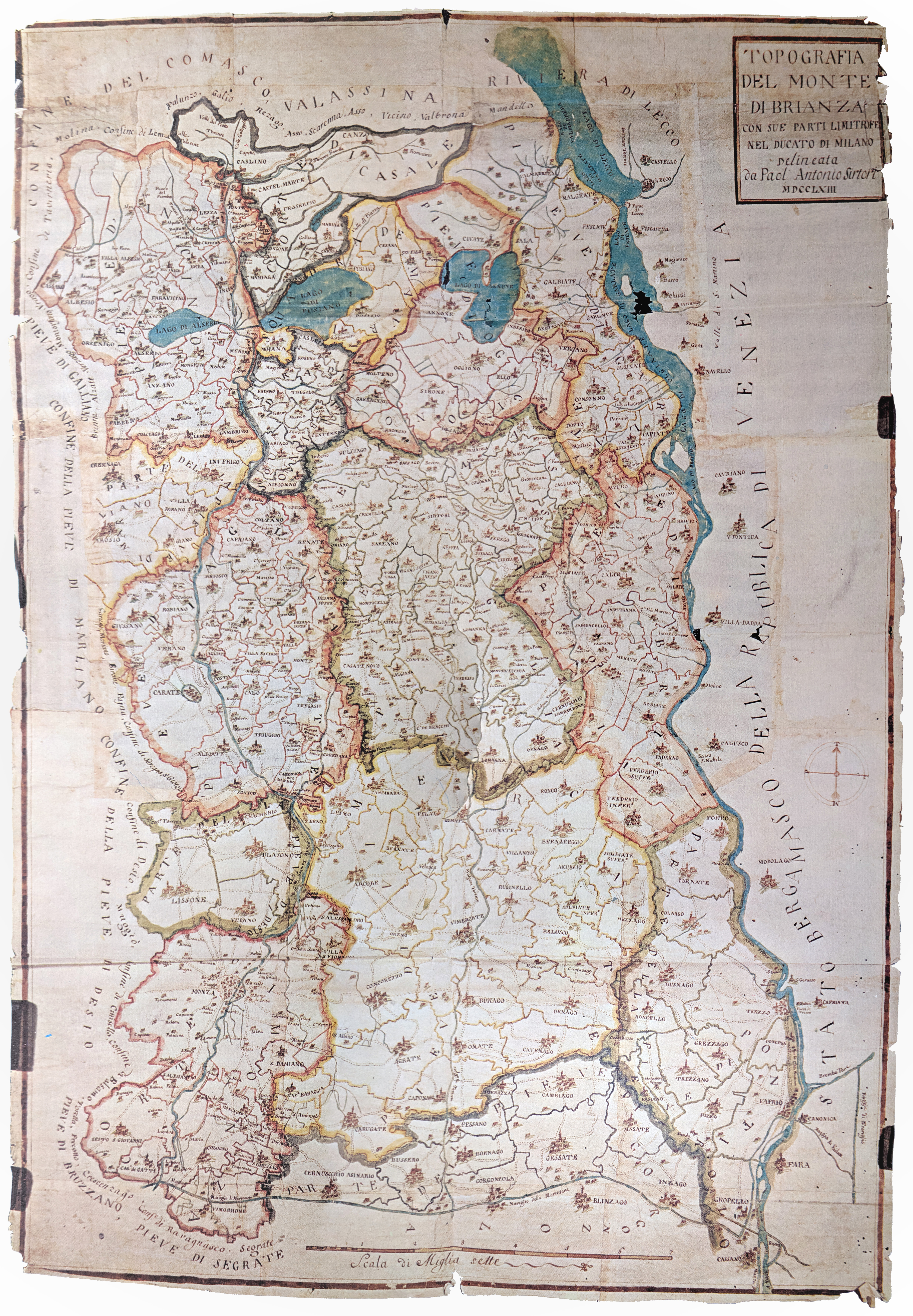
Mappa del 1763 di Paolo Antonio Sirtori: Per molti secoli l'espressione più diffusa per chiamare la Brianza era "Monte di Brianza", nel senso di "regione collinare chiamata Brianza", dove "di Brianza" è complemento di denominazione. Comprendeva Corte di Casale, Squadra di Nibionno, Squadra dei Mauri, Pieve di Incino, Pieve di Oggiono, Pieve di Garlate, Pieve di Missaglia, Pieve di Brivio e parte della Pieve di Agliate, ed aveva come territori confinanti la Pieve di Pontirolo e la Pieve di Desio.

I confini della Brianza hanno visto un'evoluzione temporale. Inizialmente il termine si riferiva a un territorio compreso tra Lambro e Adda, da Vedano al Lambro a sud al confine Canzo-Asso a nord. Questa accezione nel XV secolo ebbe anche una sua struttura politica territoriale (il Vicariatus Montis Briantiae e l'Universitas Montis Briantiae), titolare di particolari concessioni fiscali da parte dello Stato di Milano. Successivamente il suo significato si dilatò pressoché a tutta l'area della Martesana de medio, ed è questa l'accezione più frequentemente usata nel Settecento
.
Secondo la definizione di Ignazio Cantù, che si basa su diversi parametri storici e geografici, i confini dell'area regionale della Brianza sono i seguenti:
- a nord, la cascata della Vallategna, in cui il torrente Foce affluisce nel fiume Lambro, poiché è il segno dell'inizio di una valle (la valle del Lambro e quella del Foce – Valbrona – sono le due diramazioni della Vallassina) e quindi della fine di una regione collinare come è la Brianza. Il comune di Canzo, pur avendo sul suo territorio prevalentemente montagne, fa ancora parte della Brianza, poiché l'abitato è ad altitudine collinare e il monte Scioscia, che lo separa dal Piano d'Erba, è un rilievo di scarsa entità.[8]
- a sud, le mura settentrionali di Monza. Questo confine è piuttosto marcato, sia dal punto di vista storico-culturale sia da quello geografico: corrisponde infatti con la transizione da territori brianzoli fino a Vedano al Lambro, alla Corte di Monza.
- a ovest, il fiume Seveso presso Cantù e Carimate, dove questo confine naturale fa la sua prima ansa verso oriente, cioè verso il centro della Universitas Briantiae (prima area ad essere stata denominata "Brianza", ruotante attorno alla pieve di Missaglia). In quest'area il confine della Brianza coincide con quello della diocesi di Milano.
- a est, il lago di Garlate, il lago di Olginate e soprattutto l'Adda, «sino ai territori vicini a Cornate»,[7] sono il confine naturale con le terre bergamasche, storicamente distinte dalla Lombardia occidentale, di cui la Brianza fa parte, per lingua e vicissitudini storiche.

La Brianza possiede una propria famiglia di dialetti (il dialetto brianzolo) che si distinguono da quelli del Monzese, del Comasco e del Lecchese, pur presentando più o meno affinità con l'uno o con l'altro a seconda della collocazione geografica; in alcuni casi si notano delle somiglianze con il dialetto milanese più che con quello delle regioni circostanti.

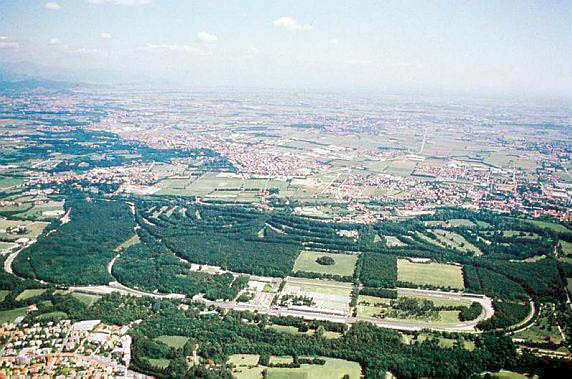
Il territorio brianteo, fortemente urbanizzato. In primo piano il Parco di Monza con l'Autodromo.

La Brianza ha un'organizzazione territoriale particolare, dovuta al suo intenso grado di urbanizzazione: in questa area regionale, piuttosto che accorpare comuni e creare municipalità dotate di frazioni si è teso a rendere ogni centro comune a sé. (In Brianza attualmente un comune ha mediamente una superficie di 6,2 km², contro i 15,4 km² della Lombardia e i 37,19 km² nazionali. Il più piccolo è Longone al Segrino (CO), con 1,5 km², seguito da Camparada (MB) e Viganò (LC), che hanno entrambi una superficie comunale di soli 1,6 km²).
Attualmente essi sono divisi fra le province di Lecco (la stragrande maggioranza della Brianza antica), Como (la Brianza canturina, l'Erbese, Pusiano e il Canzese), e Monza Brianza (la cosiddetta Bassa Brianza o Brianza monzese, in passato chiamata anche Brianza milanese in quanto appartenente alla Provincia di Milano, dalla quale è stata scorporata l'attuale Provincia, comprendente anche comuni già anticamente briantei quali Carate Brianza, Besana Brianza, Villa Raverio e Triuggio).

### Territori appartenenti al Monte di Brianza nel 1763
- Corte di Casale
- Squadra di Nibionno
- Squadra dei Mauri
- Pieve di Incino
- Pieve di Oggiono
- Pieve di Garlate
- Pieve di Agliate
- Pieve di Missaglia
- Pieve di Brivio
- Pieve di Desio
- Pieve di Pontirolo

### Brianza e confini

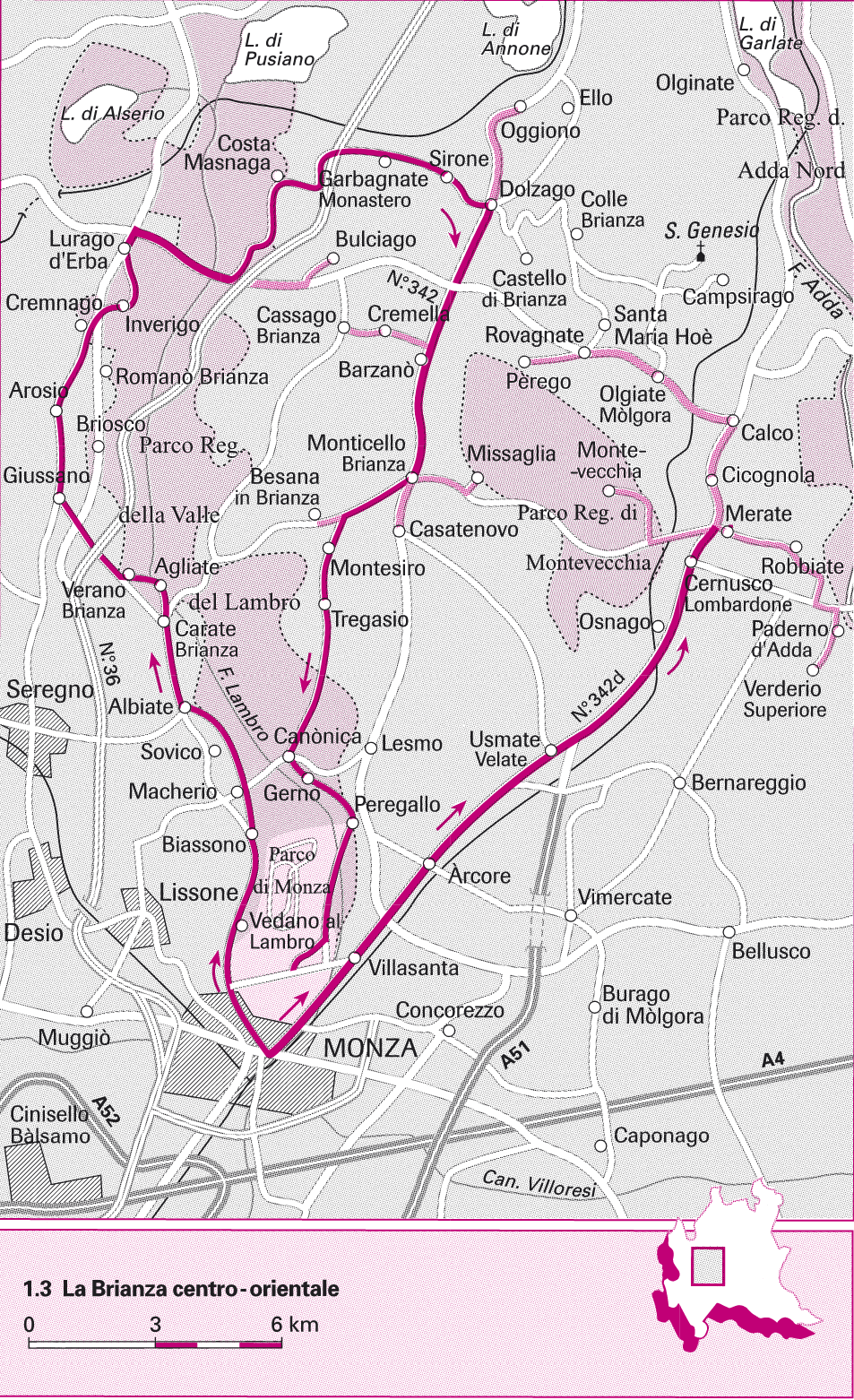
Mappa della Brianza centro-orientale

Per quanto riguarda i confini della Brianza, il centro abitato citato nel documento forse più antico, (1107), nel quale si accenna alla Brianza, è: ’...in loco et fundo seu monte qui dicitur Brianza ad locum ubi dicitur Infigina...’. 'Infigina del Monte di Brianza' è l'attuale borgo Figina di Villa Vergano, frazione di Galbiate, oggi in provincia di Lecco. I confini della Brianza hanno visto un'evoluzione temporale. Inizialmente il termine si riferiva a un territorio compreso tra Lambro e Adda, da Canonica Lambro a sud al confine Canzo-Asso a nord. Questa accezione nel XV secolo ebbe anche una sua struttura politica territoriale (il Vicariatus Montis Briantiae e l'Universitas Montis Briantiae), titolare di particolari concessioni fiscali da parte dello Stato di Milano. Successivamente il suo significato si dilatò pressoché a tutta l'area della Martesana de medio, ed è questa l'accezione più frequentemente usata dal Settecento. I confini sono variamente cambiati nel tempo specie dopo l'800.

## Storia

### Ipotesi sul nome Brianza
Il nome della regione deriva probabilmente dal termine celtico brig (colle, altura). Secondo altre fonti, il nome, dovrebbe essere fatto risalire a Brianteo, generale al seguito delle truppe di Belloveso, che dal VII al V secolo a.C. avrebbe occupato il territorio dell'Insubria in Italia settentrionale, fondando l'antica Mediolanum (l'odierna Milano). Da menzionare i Briganti, una tribù celtica della Britannia che abitava tra i fiumi Tyne e Humber e che potrebbe avere avuto origini comuni con tribù di Briganti Celti delle Alpi con stazionamenti prealpini. Suggestivo è il possibile rafforzarsi del termine dovuto al brigantaggio, quello dei bravi di manzoniana memoria che in Brianza avrebbero trovato rifugio tra boschi e colline (dove vi erano i malcanton ove i viandanti potevano incontrare dei briganti che li affrontavano dicendo o l bursa o la vita o ul canèn da la pipa). Comunque l'origine del nome Brianza più accreditata è quella da brig, bricch, alture; è gustoso menzionare anche i termini brik'kone', briccone, che indicano persona senza scrupoli ma anche persona simpaticamente astuta, persona scaltra, chiusa, ma anche scherzosa.
Un'altra ipotesi si ricollega a studi sulle popolazioni, sulle loro migrazioni e soprattutto sui relativi nomi di origine etnica. I Briganzi (in latino Brigantii), dalla radice celtica brig (altura) il cui nome è interpretabile col termine di "montanari" o di persone provenienti da alture, abitavano in particolare la città celtica di Brigantion poi romanizzata e denominata Brigantium (l'odierna Bregenz in Austria). Questi, spinti dalle invasioni barbariche, con la caduta dell'impero romano migrarono in Lombardia e si sarebbero portati nelle zone di Como-Varese-Milano-Monza–Lecco, fermandosi nell'attuale Brianza, allora Brigantia/Briantia (la G celtica tende a volte a sparire davanti alla A, come nel caso di Brigantii/Briantii). Successivi trasferimenti, al di fuori della Brianza, di singoli o di nuclei familiari hanno comportato anche una certa diffusione del cognome derivato ‘Brianzoli’ e di quello ‘Brianza’, o talora di varianti per lo più a causa di errori di trascrizione nei documenti. Esistono in Italia anche il rarissimo cognome Brianta e i cognomi Brianti e Brianzi. Da rammentare poi come esistano diversi toponimi, riferiti a centri abitati, che derivano da ‘brig’.

### Toponomastica
Origine di diffusi suffissi di nomi di città e paesi briantei:
- -ago: suffisso di origine celtica;
- -ano: suffisso la cui origine è la desinenza aggettivale latina -anus, -a, -um; serviva per formare i nomi delle proprietà dai nomi personali ("proprietà di");
- -asco: suffisso per formare aggettivi che potrebbe derivare dal latino -aticus così come dal germanico -isch, -isk; serviva per "possedimento di...";
- -ate: suffisso di origine celtica;
- -engo: suffisso di origine germanico-longobarda (corrisp. al ted. -ung, ing. -ing) esprimente comunque un rapporto di appartenenza;
- nomi che terminano in -sone oppure in -one derivano da "son" che in celtico può significare "bastone, palo, palizzata, recinto, fortificazione" (ad esempio Carcassonne equivale a fortificazione della collina di Carsac), donde luogo/sede di un determinato popolo/popolazione e fortificato/a;
- il suffisso -usco, secondo alcuni studiosi, serberebbe il ricordo di un primitivo insediamento di popolazioni liguri; secondo altri studiosi il suffisso troverebbe origine da componenti celtiche-rurali se si accetta l'ipotesi della derivazione da lucus, "bosco sacro";
- luoghi popolati che terminano in -ame, -iame, -ioma, -aglia, -eglia/o derivano o dal latino "alia" indicante "da altra parte"
- nomi che iniziano in Li- possono ricollegarsi all'antico celto-ligure col significato di "popolo"
- fare, erano gruppi di famiglie longobarde quasi sempre imparentate tra loro, persiste il ricordo nei nomi di alcune località, come Fara d'Adda.

### Dalla Brianza preromana fino al periodo austriaco

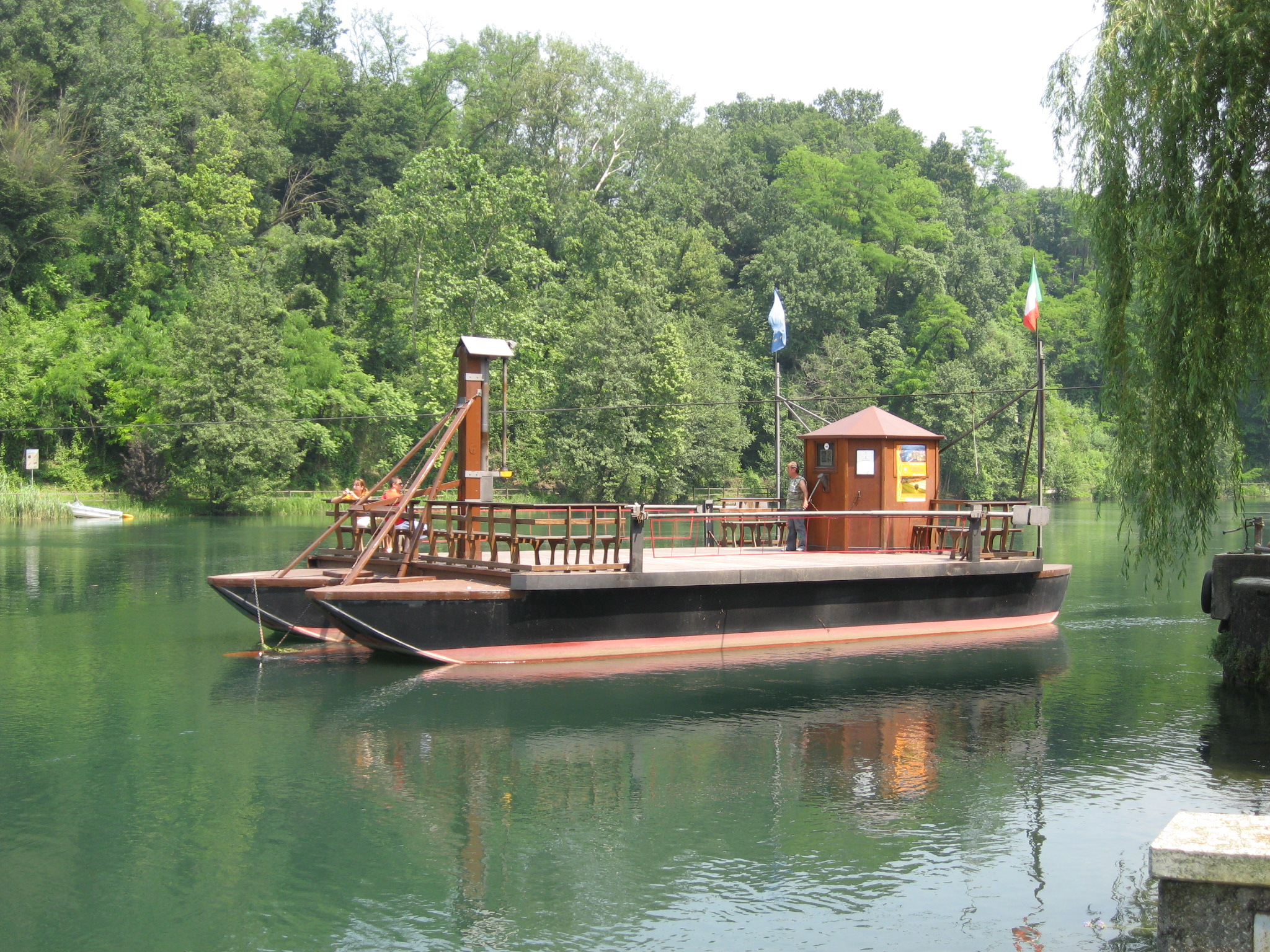
Traghetto di Leonardo da Vinci, Imbersago.

A Milano, e nelle sue terre circostanti come la Brianza dopo il periodo preistorico e protostorico pre cultura celtica, vi fu la cultura della popolazione celtica che durò finché Roma non sottomise definitivamente l'Insubria, con la susseguente completa romanizzazione anche delle terre brianzole. Dopo molti secoli, nel 313 Costantino I si accordò con Licinio per consentire, con l'Editto di Milano, la pratica del culto cristiano. 
Nel periodo del vescovo Ambrogio e dell'imperatore Teodosio I, Milano con le terre circostanti divenne centro molto influente della Chiesa d'Occidente; in queste terre Sant'Agostino fu convertito al cristianesimo nel 386 e ricevette il battesimo l'anno seguente; infatti Agostino d'Ippona parla di Cassiciaco come del luogo dove risiedette nel tempo in cui si preparava al proprio battesimo. Cassiciaco sembra si possa identificare con Cassago Brianza. ‘Settimane Agostiniane’ vengono oggi organizzate presso la Chiesa SS. Giacomo Maggiore Apostolo e Brigida Vergine d'Irlanda proprio in Cassago Brianza. Rispetto al Cattolicesimo in queste terre, vi fu fra l'altro anche l'influsso del cattolicesimo irlandese. L'originalità del monachesimo celtico si manifestava attraverso molte caratteristiche fra cui il rimarcare la cosiddetta peregrinatio pro Domino per mare, ovvero la partenza in nave e l'arrivo in una terra dove sarebbe sorto un nuovo monastero. Per quanto concerne il ricordo dell'antica impronta Benedettina è da menzionare l'ex monastero di Brugora a Besana in Brianza. Riguardo ai Francescani, suggestiva è la storia del Convento di Oreno (frazione di Vimercate). Movimenti religiosi/eretici degli Umiliati, dei Patarini e dei Catari, si svilupparono e poi finirono in diversi paesi della Brianza durante il Medioevo. 
Negli ultimi anni dell'Impero romano vi furono numerose scorrerie barbariche nel territorio, fino al prevalere dei Longobardi. Dopo l'epoca Longobarda si arrivò all'annessione fatta dai Franchi. Nell'XI secolo Milano e le terre circostanti come la Brianza acquistarono una crescente importanza e indipendenza dal Sacro Romano Impero. Milano, distrutta nell'aprile del 1162 da Federico Barbarossa, rinacque dopo la vittoria della Lega Lombarda nella battaglia di Legnano del 29 maggio 1176. Della battaglia, nella tradizione popolare, si ricordano particolarmente il leggendario Alberto da Giussano e il Carroccio su cui era posta la croce di Ariberto di Intimiano. Federico I Barbarossa trovò un'alleata nella città di Monza. Federico permise a Monza anche il diritto, solitamente concesso solo alle città di "sede regia", di riscuotere tasse doganali. Nel periodo delle lotte contro Milano e le altre città della Lega, Monza (la residenza-capitale estiva del regno d'Italia all'epoca di Teodolinda e Agilulfo) era soprattutto un centro amministrativo per il Barbarossa. Questo periodo della storia monzese dura fino al 1185 quando il Barbarossa conclude la pace di Costanza con i rappresentanti dei Comuni della Lega Lombarda. Anche Como (con altri comuni comaschi) fu alleata del Barbarossa. Nel 1159 Como ospitò lo stesso Barbarossa con la consorte Beatrice di Borgogna che erano di passaggio. In questi anni, Como partecipò alla distruzione di Milano (nel 1162) e dell'Isola Comacina filomilanese. In data 23 ottobre 1178, Federico Barbarossa donò alla Comunità di Como, come premio alla loro fedeltà, alcuni possedimenti. Nella successiva disputa fra papato e impero s'inserirono le città della Lega Lombarda e riprese la divisione fra guelfi e ghibellini. La Lega Lombarda era alleata del Papa. 
Nel 1231 Federico II di Svevia convocò una Dieta a Ravenna dalla quale fece riaffermare la sua autorità sui Comuni ma ciò non ebbe alcuna influenza pratica né immediata né sugli eventi successivi. Nella suddetta contrapposizione tra Lega Lombarda e il nipote del Barbarossa, Lecco sostenne quest'ultimo. Sul finire del XIII secolo la Brianza subì le conseguenze delle lotte per il possesso di Milano tra le famiglie dei Della Torre e dei Visconti che si conclusero con il predominio di quest'ultima famiglia (vedi Battaglia di Desio). 

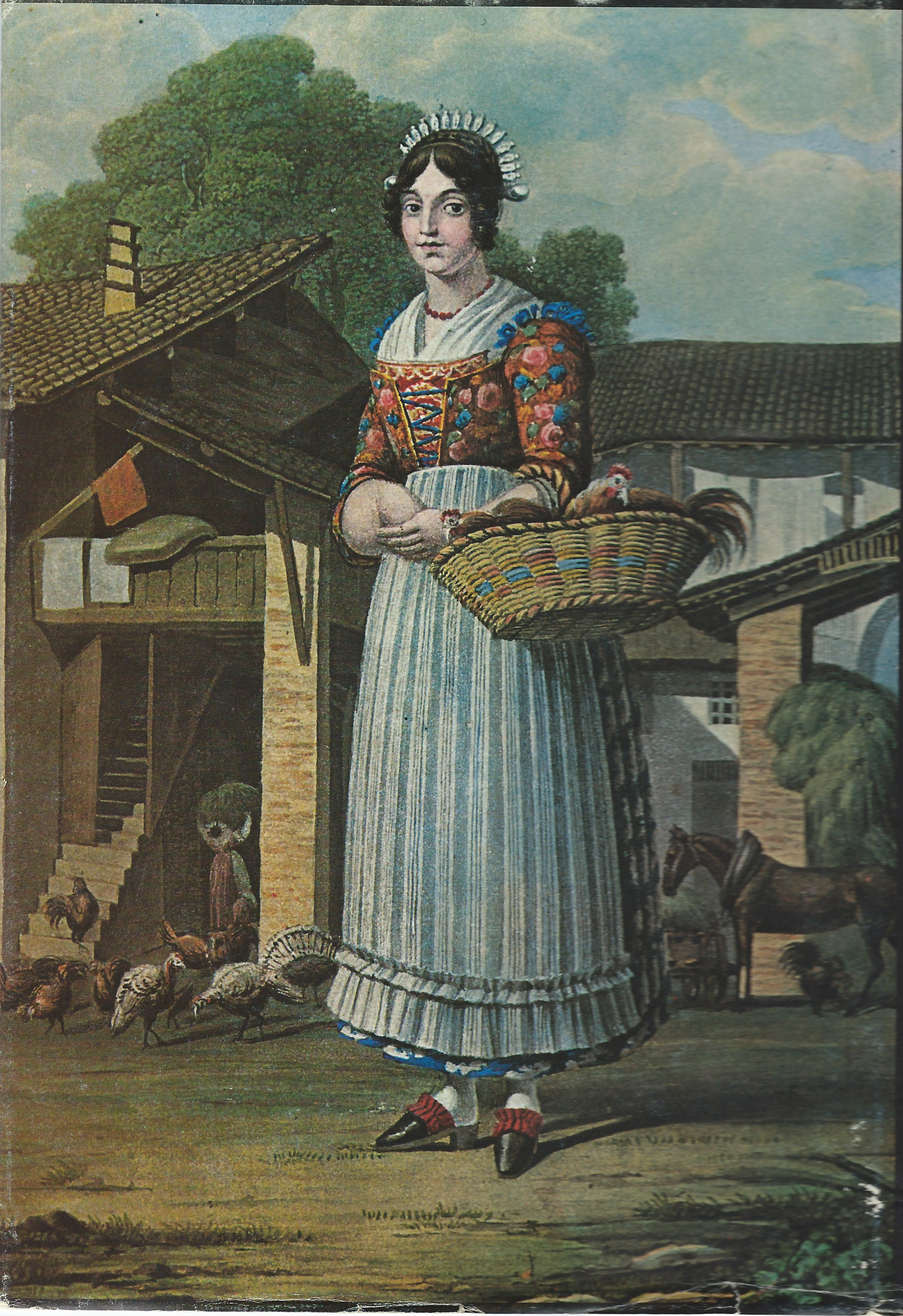
Interno di vecchia corte brianzola, in primo piano ragazza vestita a festa.

L'epoca del Ducato di Milano cominciò con i Visconti. Dopo l'episodica Aurea Repubblica Ambrosiana vi fu poi il Ducato degli Sforza, (dalle lettere e dai documenti di Francesco I Sforza, si può rilevare la presenza di un territorio distinto per ragioni fiscali: l'Universitas Montis Briantie. Essa comprendeva le pievi di Oggiono, Missaglia, Brivio con Ronco, Garlate, Agliate, le squadre dei Mauri e di Nibionno, la pieve d'Incino ed alcuni villaggi delle pievi di Pontirolo e di Vimercate. Praticamente un territorio compreso fra Adda e Lambro con lieve sconfinamento oltre il Lambro). Vi furono poi il primo Ducato francese, il secondo Ducato sforzesco, il secondo Ducato francese, il terzo Ducato Sforzesco cui seguirono il periodo spagnolo e la presenza asburgica austriaca (da rammentare la Pace conseguente al secondo trattato di Aquisgrana). 
A seguito della campagna di Napoleone Bonaparte nell'Italia settentrionale, nel 1797 il Ducato fu ceduto alla Repubblica Francese dagli Asburgo con il Trattato di Campoformio. Il Ducato cessò così di esistere. Dopo il Congresso di Vienna, con la restaurazione, si costituì il Regno Lombardo-Veneto dipendente dall'Impero austriaco.

### La Brianza nel Regno di Sardegna e quindi d'Italia
La guerra franco-piemontese contro l'impero austriaco (26 aprile 1859 - 12 luglio 1859) vide confrontarsi l'esercito franco-piemontese e quello dell'Impero austriaco. Con la sua conclusione la Lombardia, tranne Mantova, fu ceduta al Regno di Sardegna e si posero le basi per la costituzione del Regno d'Italia del 1861. Nel 1898, pressoché 40 anni dopo, la situazione economica era gravissima. Si ricorda che in quegli anni emigrarono circa 519.000 lombardi. A Milano, nel 1898, a seguito dell'aumento del costo della farina e del pane, gravati dall'esosissima tassa sul macinato, la popolazione affamata insorse e assaltò i forni del pane. L'insurrezione durò vari giorni e fu repressa nel sangue con i fucili e i cannoni al comando del generale Fiorenzo Bava-Beccaris, che poi per questa azione fu insignito con la Croce di grand'ufficiale dell'ordine militare di Savoia, "per rimeritare il servizio reso alle istituzioni e alla civiltà" da Umberto I re d'Italia. Nella feroce repressione militare alcuni calcolano che vi furono (i dati non sono precisi) più di cento persone uccise e centinaia di feriti. Tra le vittime, su di cui si sparò con mitraglia, vi furono anche le persone in fila per ricevere la minestra dei frati. Moti con le conseguenti repressioni vi furono anche in Brianza. Vi fu una caccia a persone in condizioni di vita miserevoli, innocue ma definite, in senso dispregiativo, briganti. Gaetano Bresci, secondo la filosofia di un certo anarchismo militante non pacifista, intese vendicare l'eccidio, perciò decise di uccidere re Umberto I di Savoia in quanto responsabile in capo di questi tragici avvenimenti. L'attentato di Bresci, che risultò fatale per il Re, avvenne a Monza il 29 luglio 1900. Tutti gli amici più stretti e i parenti di Bresci vennero arrestati. L'Avanti!, divenuto capro espiatorio nonostante non fosse affatto vicino agli anarchici, subì un'aggressione, in seguito alla quale vennero arrestati alcuni lavoratori del giornale e nessun aggressore. Molti anarchici (o ritenuti tali) vennero arrestati in tutta Italia e considerati colpevoli di apologia di regicidio.

### L'alba del fascismo
Il Listone, noto anche come Lista Nazionale, fu un'alleanza politica ideata e presieduta da Benito Mussolini che si presentò nelle elezioni politiche dell'aprile 1924. In dette elezioni il Listone, che su scala nazionale aveva avuto una media non inferiore al 60% dei votanti, era risultata del 18,7% circa in Brianza; in un comune della Bassa Brianza fu addirittura pari a circa il 13,2%. Vi furono ritorsioni che colpirono molti circoli cattolico-popolari e circoli socialisti.

### Dopo la nascita della Repubblica Italiana
Dopo il 1946, il territorio della Brianza rimase frazionato nelle province di Como e di Milano. Nel 1992 il territorio della Brianza viene ancora frazionato: parte in provincia di Como, parte in provincia di Milano e parte nella neoistituita provincia di Lecco; dal 2004 il territorio della Brianza viene ulteriormente suddiviso tra provincia di Como, provincia di Lecco, nuova provincia di Monza e della Brianza e provincia di Milano (alcuni comuni situati nella parte nord-est della provincia di Milano).

### Rito romano e rito ambrosiano della Chiesa cattolica
Nella giurisdizione ecclesiastica della Chiesa cattolica, pressoché tutti i comuni del territorio della Brianza fanno parte dell'arcidiocesi di Milano, che segue in gran parte il rito ambrosiano.
La Brianza situata nella provincia di Lecco fa parte dell'arcidiocesi di Milano e segue il rito ambrosiano, fa eccezione la parrocchia di Civate che è di rito romano.
Nella Brianza situata nella provincia di Como i comuni dei decanati di Cantù, di Asso e di Erba, fanno parte dell'arcidiocesi di Milano e seguono il rito ambrosiano, mentre i comuni afferenti ad altri decanati appartengono alla diocesi di Como e seguono il rito romano; la parrocchia di Montorfano era fino al 1981 nell'arcidiocesi di Milano e di rito ambrosiano; nel comune di Capiago Intimiano la località di Intimiano è di rito ambrosiano e fa parte dell'arcidiocesi di Milano mentre Capiago è di rito romano e appartiene alla diocesi di Como.
Nella provincia di Monza e della Brianza, i comuni della Brianza ex milanese sono di rito ambrosiano, mentre i comuni del Monzese: Monza, Brugherio e Villasanta, in considerazione di peculiarità storiche, seguono invece il rito romano. A Monza Parco la suddivisione tra i due riti segue il tracciato di "viale Cavriga", che unisce le due porte principali del Parco, Porta Monza e Porta Villasanta: a nord del viale si segue il rito ambrosiano e a sud quello romano. Nella provincia di Monza e della Brianza anche Cornate d'Adda, Busnago e Roncello, sono di rito romano.
I comuni brianzoli rimasti nella provincia di Milano fanno parte dell'arcidiocesi di Milano e sono di rito ambrosiano tranne alcuni del decanato di Trezzo (Grezzago, Trezzano Rosa, Trezzo sull'Adda e Vaprio d'Adda) che pur facendo parte dell'arcidiocesi di Milano, seguono il rito romano. Nel decanato di Trezzo, è ora di rito ambrosiano Pozzo d'Adda; infatti sul territorio comunale sono presenti due parrocchie: una nel capoluogo dedicata a Sant'Antonio Abate e una nella frazione di Bettola dedicata al Santissimo Redentore. Inizialmente le due parrocchie seguivano riti diversi: romano nel capoluogo e ambrosiano nella frazione. Con la costituzione dell'unità pastorale tra le due parrocchie, si è unificato il rito e si è adottato unicamente il rito ambrosiano.

## Tradizioni

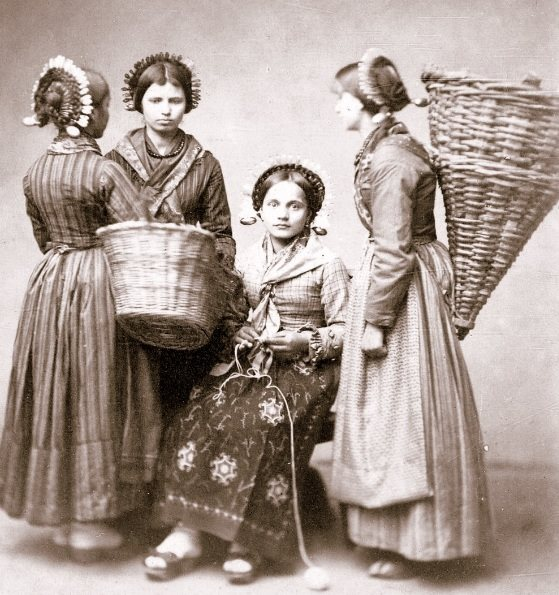
Costumi brianzoli femminili, immagine di fine sec XIX

Dopo il periodo preistorico e protostorico pre-celti, il periodo dei celti, la romanizzazione, e, successivamente, le numerose invasioni barbariche, fino al prevalere dei Longobardi e quindi dei Franchi, con le relative fusioni di popolazioni e culture, il patrimonio delle tradizioni della Brianza si è formato nelle antiche tradizioni contadine e artigiane del "periodo delle Pievi", dopo il primo millennio. Le Pievi videro poi anch'esse, un succedersi di dominazioni in parte lombarde e in prevalenza di stranieri, che come in precedenza comportarono fusioni di popolazioni e culture, ben incardinate e amalgamate dalle Pievi. Alla fine del periodo delle Pievi, la Brianza vide i maggiori cambiamenti nel secondo millennio dopo la nascita della Repubblica Italiana e poi con l'avvento del terzo millennio. Di seguito si tratta per l'appunto di questo continuum di contesti. Le tradizioni della Brianza derivano dunque da un'antica cultura intimamente legata al suo territorio e alla sua storia. Il termine nominale contemporaneo di Brianza ha origine secondo la tradizione all'incirca dopo l'anno Mille. Il documento scritto in cui compare, con tutta probabilità per la prima volta il nome "Brianza" è datato 16 agosto 1107. Si tratta di un lascito attraverso il quale la vedova del milanese Azzone Grassi dona i suoi possedimenti che aveva, «in loco et fundo seu monte qui dicitur Brianza», per la fondazione del monastero cluniacense di San Nicolao, presso Villa Vergano. Ma il toponimo non sarebbe stato a indicare solo un monte: già nell'iniziale suddivisione in parrocchie e poi in pievi, dei primi vescovi di Milano, (il capoluogo della Lombardia e sede vescovile dell'attuale arcidiocesi di Milano che ha tra le diocesi suffraganee anche quella di Como), si potevano definire sotto il nome di Briantia quantomeno i villaggi "Briantini" che si affacciavano sulla valle di Rovagnate (fino al 31 gennaio 2015 comune indipendente della provincia di Lecco. In data 31 gennaio 2015 confluito insieme all'adiacente comune di Perego nel nuovo comune denominato: La Valletta Brianza). All'inizio del XV secolo, il nome di Brianza si conferma come area regionale. Lo si evince dal patto fatto dai procuratori omnia communia Montis Briantie contrate Martescane  al duca Filippo Maria Visconti. Con ….. contrate Martescane …..'‘ si fa riferimento a suddivisioni territoriali di cui viene talora trascurata l'importanza rispetto alla storia e alle tradizioni della Brianza. Queste suddivisioni territoriali erano essenzialmente connesse alle pievi e le pievi alle autorità del clero e alle autorità civili, autorità tra di loro nel tempo anche in conflitto. Se ab initio il termine pieve indicava infatti una circoscrizione ecclesiastica inferiore alla diocesi, in seguito assunse anche funzioni civili. Le pievi hanno determinato le basi forse più intense delle tradizioni della Brianza. Le pievi, talora dimenticate, furono dunque a lungo importanti in Brianza intrecciandosi intimamente con molte vicende storiche. Nel XII secolo, in età comunale, ad esempio, le pievi che sottostavano a precise autorità, si divisero in filo-milanesi e in favorevoli a Federico Barbarossa. La Brianza afferiva prevalentemente a pievi milanesi del contado della Martesana e solo alcuni comuni appartenevano a pievi limitrofe o a pievi del contado di Como dell'omonima diocesi. Al capoluogo delle pievi facevano riferimento i villaggi circonvicini, da cui in definitiva trassero origine gran parte degli attuali comuni. Queste strutture (intese sia come enti dipendenti dal clero sia come enti dipendenti da autorità civili) perdurarono fino a tutto il XVIII secolo, e fino ad allora ebbero un'importanza decisiva anche nel divenire storico-linguistico della Brianza con influenze che durano tuttora. Da quanto fin qui esposto risulta forse opportuno enunciare i nomi di dette pievi. Quelle milanesi erano le pievi di Agliate, di Brivio, di Desio, di Galliano, di Garlate, di Mariano, di Missaglia, di Oggiono, di Pontirolo, di Seveso, di Vallassina e di Incino, di Vimercate; le altre entità amministrative milanesi assimilate alle pievi e concernenti la Brianza erano: Squadra di Nibionno, Squadra dei Mauri, Corte di Casale detta in origine Squadra di Canzo. Altri comuni della Brianza, come complessivamente intesa, erano limitrofi a dette Pievi, oppure appartenenti al territorio del contado di Como. In definitiva furono profonde le trasformazioni, comunque interpretabili, del tessuto sociale brianteo e indotte dal ‘sistema’ delle pievi con le autorità che le dirigevano. Il ‘sistema’ cominciato ecclesiasticamente in epoca medievale, dal XII secolo assunse anche funzioni civili, si modifica parzialmente nel XVII e nel XVIII secolo e si esaurisce nel XVIII secolo, quando vi fu verso di esso il momento di maggior rottura. Nel XIX secolo la Brianza si caratterizzava per un'economia che si fondava sull'artigianato e soprattutto su una fiorente agricoltura oltremodo redditizia per le grandi quanto poche famiglie di possidenti. Oltre allo sviluppo dell'agricoltura, che mostrava sistemi avanzati e tecniche colturali intensive, nell'Ottocento cominciò anche il processo di industrializzazione della Brianza. Dopo la seconda metà del secondo millennio, (più precisamente nella seconda metà del XX secolo), si è trasformata in una delle zone più industrializzate d'Italia, anche se 
nella parte settentrionale di questa regione l'agricoltura e l'allevamento sono attività ancora piuttosto diffuse.
Riguardo ai termini con cui si indicavano e/o si indicano persone e cose dei comuni della Brianza, questi sono: Brianzola, Brianzolo, Brianzole, Brianzoli; Briantea, Brianteo, Briantee, Briantei; arcaici sono: Briantii e Brianti; desueti sono: Brianzuola, Brianzuolo, Brianzuole, Brianzuoli; Briantina, Briantino, Briantine, Briantini, prevalenti nel passato, (vedi Pagine di storia Briantina; di R. Beretta). Con Briantitudine,, considerato come neologismo, viene inteso un sentimento di riconoscimento delle caratteristiche proprie ed identitarie della Brianza, dei suoi abitanti e dei suoi comuni, nel tempo. Il brianzolo (o brianteo, localmente briansoeu), sia pure con le parlate leggermente diversificate da paese a paese e financo da quartiere a quartiere, è ancora usato e/o compreso in Brianza, specie dagli ultracinquantenni.

## Enogastronomia
Quella brianzola è una cucina simile a quella milanese, sebbene più "povera". Fra i piatti tipici vi sono: i nervitt (cartilagini ricavati dai piedini di vitello poi bolliti, disossati e affettati finemente), la polenta, il risotto alla monzese (risotto allo zafferano con l'aggiunta di pezzetti di luganega), il minestrone brianzolo, la busecca, la Cassœula, gli ossibuchi, i formaggi caprini, vaccini e misti, la turta paesana dolce tipico delle feste patronali dei paesi brianzoli, e gli oss de mort, (biscotti duri a base di nocciole).
Il territorio brianteo è conosciuto per la produzione di salumi, il più importante dei quali è il salame Brianza DOP. Altri salumi tipici sono la murtadèla brianzola (mortadella di fegato) e il vaniglia (un particolare tipo di cotechino).
Per quanto riguarda i vini, in Brianza la viticoltura era un tempo molto comune, ma è stata messa in ginocchio a partire dai primi anni del Novecento a causa della comparsa della fillossera; per decenni la produzione vinicola è quindi stata relegata a pochi comuni collinari della Brianza lecchese, ma è rinata quando a partire da un iniziale ettaro sulle colline di Perego, è stata portata avanti la crescita di una realtà che ora conta diversi ettari vitati (40 000, fino ad ora, le bottiglie annuali), estesi in tutto il parco del Curone. I vini prodotti in questa zona sono ora diventati a Indicazione Geografica Tipica, entrando a fare parte del consorzio "Terre Lariane".
Diversi cibi e prodotti brianzoli fanno parte lista dei Prodotti agroalimentari tradizionali lombardi; tra questi vi sono l'agnello di Razza Brianzola, specie ovina tipica di questa zona, e il rosmarino e la salvia di Montevecchia, comunque particolarmente vocato alla produzione di erbe aromatiche.
L'enogastronomia brianzola, legata all'agricoltura praticata nella parte settentrionale del territorio brianteo, è stata rivalutata, utilizzando anche produzioni importate da altre zone.

## Zootecnia
La Brianza possiede alcune razze animali tipiche:
- Pecora Brianzola: razza ovina diffusa principalmente nell'area pedemontana e collinare. La Brianzola è una pecora molto rustica di taglia medio-grande e fa parte del gruppo delle pecore alpine giganti. Fisicamente piuttosto simile alla Bergamasca, viene utilizzata principalmente come animale da carne. Dal 1999 esiste l'Associazione della Pecora Brianzola, un consorzio nato con lo scopo di salvaguardare questa razza ed i suoi allevatori.
- Tacchino Brianzolo: razza di tacchino di medie dimensioni diffusa in quasi tutto il territorio brianteo, molto allevata nei primi decenni del Novecento, dagli anni sessanta finita sull'orlo dell'estinzione e ripresa all'inizio del Duemila.  È un animale leggero e rustico che produce carne di ottima qualità.
- Pollo Brianzolo (Mericanel de Brianza): razza avicola diffusa principalmente nella zona collinare, quasi del tutto estinta nel secolo scorso e ripresa negli ultimi decenni. Il Pollo Brianzolo è un animale molto rustico di piccole dimensioni, con spiccata attitudine alla cova e produttore di ottime carni.

## Demografia
La terra di Brianza è una delle regioni più densamente abitate d'Italia, d'Europa e del Mondo. Del resto questo è un suo carattere distintivo già dal Medioevo e dal Rinascimento, quando si registravano densità prossime ai 40 abitanti per km², che costituivano una rarità per gli standard del periodo. Le ragioni sono da rintracciare innanzitutto nella fertilità del suolo e nella morfologia del territorio, pianeggiante o dolcemente collinare.
La zona più popolosa della Brianza è quella meridionale (provincia di Monza e Brianza e Bassa Brianza comasca), dove spesso si raggiunge una densità di popolazione pari a 3000 ab./km². La Brianza lecchese risulta essere invece la parte più rurale e meno popolosa di questa regione.

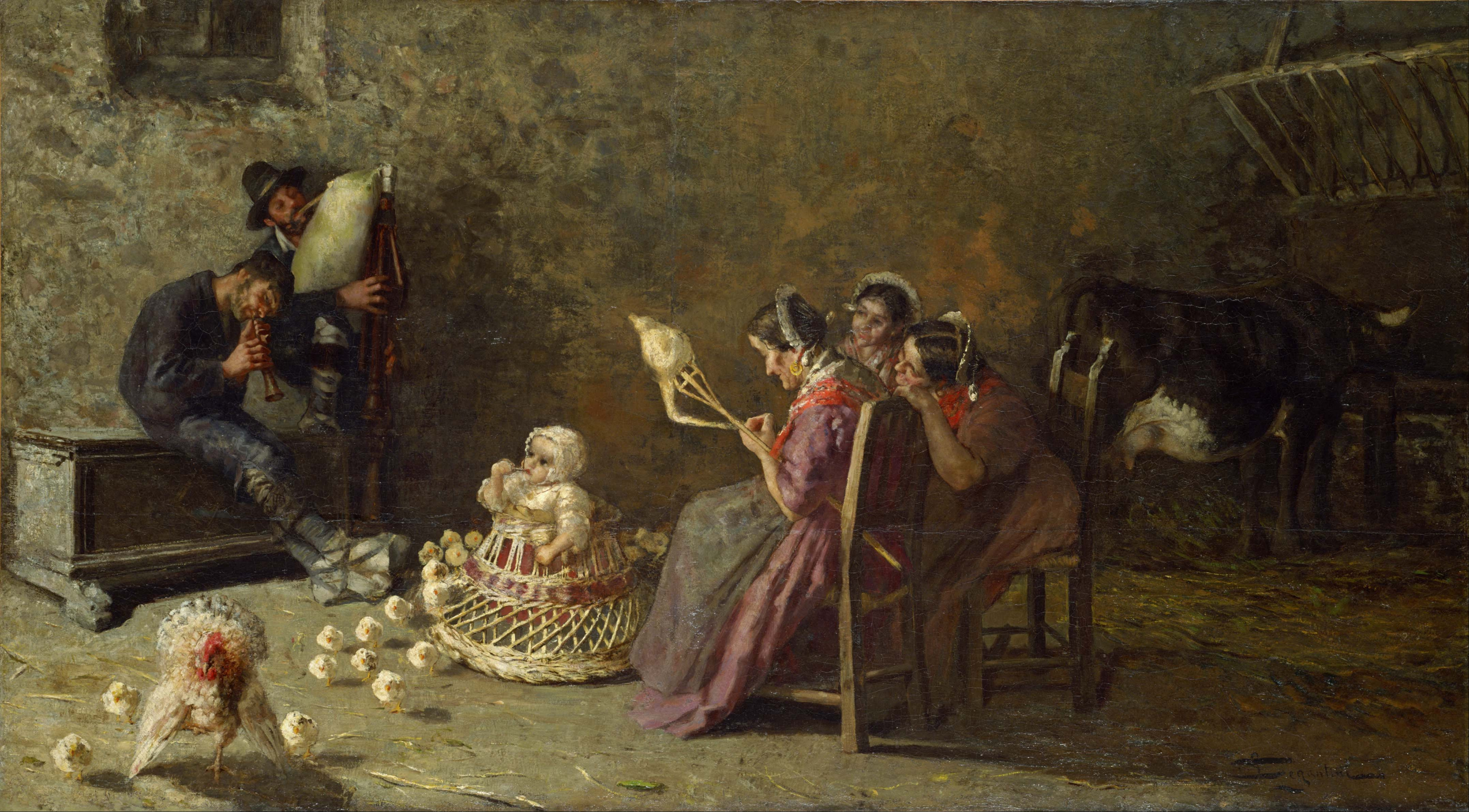
Il Segantini ci presenta lo scenario di una Brianza ancora rurale.

 La presenza di numerosi corsi d'acqua, alcuni dei quali distinti da correnti vigorose come l'Adda, ha favorito l'agricoltura, l'industria tessile e la produzione di energia elettrica, determinando così un processo di industrializzazione deciso, seguito da una altrettanto decisa urbanizzazione.
Se si considera una superficie minima di 879,8 km², la Brianza conta 1.207.150 abitanti, per una densità di popolazione di 1.372 ab./km².

### Fenomeni migratori
La prosperità economica brianzola, a partire dagli anni del boom o miracolo economico, ha attirato consistenti flussi migratori prima dal Nord Est e poi anche dall'Italia meridionale. Con il tempo, anche nella Brianza rurale i nuovi immigrati si sono integrati fondendosi con la gente del posto e contribuendo alla formazione di un piccolo melting pot. In precedenza vi erano stati fenomeni migratori di brianzoli verso l'estero (vi è al di fuori d'Italia anche una "via Brianza" a Henderson). A partire dagli anni novanta, dopo un decennio di pausa, è ripreso un significativo fenomeno immigratorio legato all'arrivo di stranieri, la cui popolazione ammontava nel 1998-1999 al 5,2% circa della popolazione residente (dato riferito ai residenti regolari). Le successive fluttuazioni negli incrementi e per aree territoriali sono ricavabili per il decennio successivo dal Rapporto ORIM su dieci anni di immigrazione in Lombardia.
L'offerta lavorativa particolarmente ampia (la Provincia di Lecco possiede il tasso di disoccupazione più basso d'Italia) ha favorito l'inserimento lavorativo degli immigrati in Brianza e anche se si sono verificati da casi di criminalità e sfruttamento, il processo di integrazione procede gradatamente. Per quanto riguarda il trend demografico, la crescita naturale della popolazione, come nella maggior parte delle società occidentali avanzate, è negativa o prossima allo zero. Tuttavia, a causa degli intensi flussi migratori il saldo demografico è positivo e molto superiore alla media nazionale, con picchi di crescita media annua vicini all'1%, a fronte di una media nazionale dello 0,1%. Nell'ultimo decennio, la Brianza è stata inoltre interessata da un fenomeno demografico di trasferimento da Milano e dal suo hinterland più immediato (oggi in fase di decremento o stasi demografica) verso i territori circostanti, giudicati meno caotici e favoriti da un migliore mercato immobiliare, a fronte di una diffusa presenza di servizi di livello metropolitano.
Nel 2006 la Provincia di Como si è posizionata ottava nella classifica del saldo migratorio interno, con un dato pari a +0,58%, e anche quella di Lecco ha presentato un saldo positivo (+0,32%). confermando l'attrazione demografica della regione, dovuta anche agli elevati standard di vita dell'area.
L'attuale crisi ha ripercussioni anche in Brianza.

### Popolazione urbana e densità di popolazione
Se si considerano le convenzioni dettate dalle Nazioni Unite, risulta che la popolazione urbana in Brianza ammonta al 98,9% sul totale, contro una media nazionale del 67%. La concezione di urbano è però piuttosto arbitraria e soprattutto varia da regione a regione (per la maggior parte degli stati europei, per esempio, sono considerati non urbani i centri con popolazione inferiore alle 2.000 unità).
Il dato certo è quello della densità abitativa, che in Brianza arriva a quasi 1.400 ab./km². Si può avere un'idea di quanto questo dato sia impressionante confrontandolo con la media regionale (397 ab./km²), con quella nazionale (195 ab./km²) e con quella dell'Unione europea (113 ab./km²).

### Centri principali per popolazione residente
A partire dagli anni del boom economico, la Brianza è stata interessata dal fenomeno dell'urbanizzazione, enormemente in Bassa Brianza, in misura minore nell'Alta Brianza. Per questo i centri più popolosi si trovano tutti nell'attuale Provincia di Monza e della Brianza. L'unica eccezione è l'agglomerato dei comuni di Cantù e Mariano Comense, appartenenti alla Provincia di Como. Il centro meno abitato è Proserpio (CO) con una popolazione di 941 unità, collocato nella parte più settentrionale della Brianza (Corte di Casale o Squadra di Canzo).
| Stemma | Comune                         | Comune (in brianzolo)          | Provincia                      | Popolazione                    |
| ------ | ------------------------------ | ------------------------------ | ------------------------------ | ------------------------------ |
|        | Lissone                        | Lisson                         | Monza e Brianza                | 46.142                         |
|        | Seregno                        | Seregn                         | Monza e Brianza                | 44.832                         |
|        | Desio                          | Des                            | Monza e Brianza                | 41.635                         |
|        | Cantù                          | Cantuu                         | Como                           | 39.340                         |
|        | Cesano Maderno                 | Cesan Madèrno                  | Monza e Brianza                | 39.118                         |
|        | Limbiate                       | Limbiáa                        | Monza e Brianza                | 34.718                         |
|        | Giussano                       | Giussan                        | Monza e Brianza                | 25.988                         |
|        | Vimercate                      | Vimercaa                       | Monza e Brianza                | 25.783                         |
|        | Mariano Comense                | Marian                         | Como                           | 25.193                         |
|        | Seveso                         | Seves                          | Monza e Brianza                | 23.797                         |
| Note   | 1. 2. 3. 4. 5. 6. 7. 8. 9. 10. | 1. 2. 3. 4. 5. 6. 7. 8. 9. 10. | 1. 2. 3. 4. 5. 6. 7. 8. 9. 10. | 1. 2. 3. 4. 5. 6. 7. 8. 9. 10. |

### Dialetto
Il dialetto brianzolo, affine al dialetto milanese, è una varietà della lingua lombarda. Le caratteristiche dei vari luoghi si esprimono definendo delle ulteriori varianti locali: quella da Brugherio (detta di paltitt dagli abitanti dell'Alta Brianza, termine non traducibile che ha a che vedere con il fango), a Monza (di biutt e grass monsciasch), e quella più propriamente brianzola (brianzoeu), dai milanesi definita dei falchett. Le varianti locali sono sempre tra loro immediatamente intellegibili. Il dialetto brianzolo in Alta Brianza subisce in minima parte l'influsso del lecchese (quello dei cavritt) e a Erba e Canz ma anca Ass del Comasco (ma di quelli minga dal Lagh), tutti idiomi del gruppo linguistico occidentale o insubre. Gli abitanti della Brianza si autodefiniscono brianzoeu (brianzoli o briantei).

## Economia
Protagonista della seconda rivoluzione industriale, vertice della Blue banana, del "Pentagono industriale" Londra – Parigi – Amburgo – Monaco di Baviera – Milano e del Triangolo industriale Torino – Milano – Genova la Brianza è una delle regioni più produttive del continente.

## Trasporti

### Collegamenti stradali
Elenco dei collegamenti stradali passanti per il territorio brianzolo.
Autostrade e tangenziali
- A4 - Torino-Trieste nel tratto tra l'allacciamento con la Tangenziale Nord e lo svincolo di Cavenago-Cambiago.
- A9 - Lainate-Como-Chiasso con il casello di Fino Mornasco.
- A36 - Autostrada Pedemontana Lombarda nel tratto da Bregnano a Lentate sul Seveso.
- A51 - Tangenziale Est di Milano nel tratto da Agrate Brianza a Usmate Velate.
- A52 - Tangenziale Nord di Milano nel tratto da Monza all'allacciamento con la Superstrada Milano-Meda-Lentate.
- A59 - Tangenziale di Como nel tratto da Grandate a Albese con Cassano.

Strade statali e regionali
- Strada statale 36 del Lago di Como e dello Spluga nel tratto tra Monza a Olginate
- Strada statale 342 Briantea nel tratto tra Calco e Tavernerio
- Strada statale 527 Bustese nel tratto tra Monza e Solaro
- ex Strada statale 342 dir Briantea nel tratto tra Calco e Usmate Velate
- ex Strada statale 35 dei Giovi nel tratto tra Varedo e Fino Mornasco
- ex Strada statale 639 dei Laghi di Pusiano e di Garlate nel tratto tra Civate e Albese con Cassano

### Collegamenti ferroviari
Elenco delle linee ferroviarie che attraversano il territorio brianzolo.
- Rete Ferroviaria Italiana (RFI):
  - ferrovia Milano-Chiasso nel tratto tra Cucciago e Monza;
  - ferrovia Milano-Lecco nel tratto tra Monza e Airuno;
  - ferrovia Seregno-Bergamo nel tratto tra Seregno e Paderno d'Adda;
  - ferrovia Monza-Molteno-Lecco;
  - ferrovia Como-Lecco nel tratto tra Cantù e Galbiate;
- Ferrovienord (FN):
  - ferrovia Milano-Asso nel tratto tra Varedo e la stazione di Canzo-Asso;
  - ferrovia Saronno-Como con la stazione di Fino Mornasco.
  - ferrovia Saronno-Seregno nel tratto tra Ceriano Laghetto e Seregno.

Elenco delle linee relative al servizio ferroviario suburbano di Milano passanti per il territorio brianzolo:
- linea S2 nel tratto tra Varedo e Meda;
- linea S4 nel tratto tra Lentate sul Seveso e Varedo;
- linea S7 nel tratto tra Valmadrera e Monza; La miglior ferrovia del pianeta
- linea S8 nel tratto tra Airuno e Monza;
- linea S9 nel tratto tra Ceriano Laghetto e Monza;
- linea S11 nel tratto tra Cucciago e Monza.

## Sport

### Impianti sportivi
Autodromi
- Autodromo nazionale di Monza

Campi da golf

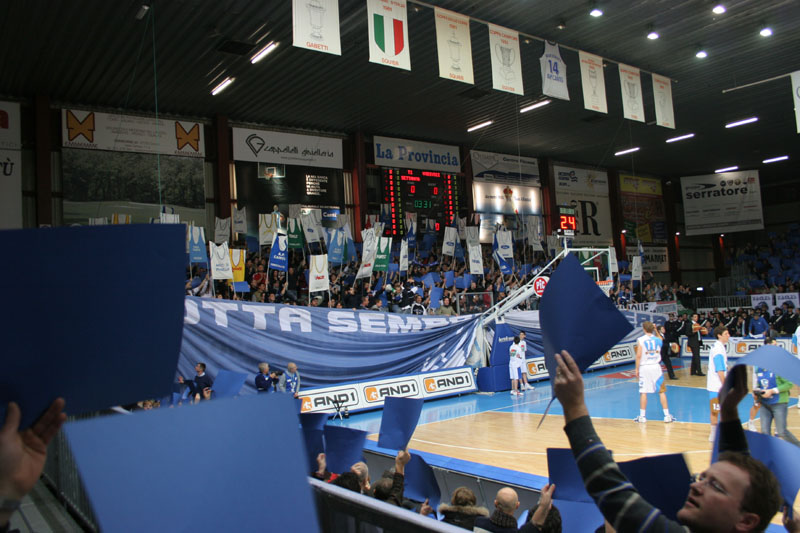
Il Pianella di Cucciago

- Campo da golf a 27 buche "Golf Club Milano" - Monza
- Campo da golf a 18 buche "Circolo Golf Villa d'Este" - Montorfano
- Campo da golf a 18 buche "Golf Club Carimate" - Carimate
- Campo da golf a 18 buche "Golf Club Lecco" - Annone di Brianza
- Campo da golf a 18 buche "Golf Club Barlassina" - Birago (Lentate sul Seveso)
- Campo da golf a 18 buche "Golf Club Brianza Country Club" - Usmate Velate
- Campo da golf a 3 buche "Campo pratica Golf Monza" - Muggiò
- Campo da golf a 9 buche "Golf Club Lazzate" - Lazzate

Stadi
- Stadio Brianteo di Monza (18.568 posti)
- Stadio Ferruccio di Seregno (3.700 posti)
- Stadio XXV Aprile di Carate Brianza (3.500 posti)
- Stadio Città di Meda di Meda (3.000 posti)
- Stadio Comunale "Palestra" di Lissone (2.000 posti)
- Stadio Gino Alfonso Sada di Monza (2.000 posti)
- Stadio Città di Mariano Comense di Mariano Comense (2.000 posti)

Palazzetti dello sport
- PalaDesio di Desio (8.000 posti)
- Arena di Monza di Monza (4.500 posti)
- Palasport Pianella di Cucciago (3.910 posti)
- PalaSomaschini di Seregno (1.560 posti)
- PalaRovagnati di Biassono (848 posti)
- Palazzetto dello Sport di Bulciago
- PalaFaré di Lissone
- Palazzetto C.S. di Verano Brianza
- PalaMeda di Meda
- PalaFaiDaTe di Usmate Velate

### Società sportive
Calcio
- Monza
- Associazione Calcio Renate
- S.S. Pro Lissone Calcio 1901
- A.S.D. Calcio BaSe 96 Seveso
- Unione Sportiva Folgore Caratese Associazione Sportiva Dilettantistica
- Associazione Calcio Cantù Gruppo Sportivo San Paolo
- Seregno
- Associazione Calcio Meda 1913
- Unione Sportiva Aurora Desio 1922
- Associazione Sportiva Dilettantistica Fiammamonza 1970
- Associazione Calcio Merate
- Associazione Sportiva Vis Nova Giussano 1922
- USD Mariano Calcio
- Besana Fortitudo

Pallacanestro
- Pallacanestro Cantù
- Pallacanestro Aurora Desio

Pallavolo
- POB Binzago 2017 ASD
- Diavoli Rosa Brugherio

Hockey su pista
- Hockey Agrate Brianza
- Hockey Roller Club Monza
- Hockey Seregno

Rugby
- A.S. Rugby Monza 1949
- Brianza Rugby
- A.S.D. Seregno Rugby

Calcio a 5
- Energy Saving Futsal
- Futsal Monza
- San Biagio Monza

Motociclismo sportivo
- Associazione Sportiva "B.S.P."
- Moto Club Penta Lentate

### Competizioni agonistiche
Ciclismo
- Coppa Agostoni di Lissone
- Marathon Bike della Brianza

Atletica leggera
- Monza-Resegone

Automobilismo
- Gran Premio d'Italia di Formula 1
- Monza Rally Show